# Henry Robertson Bowers
O Tenente Henry Robertson (Birdie) Bowers (Greenock, 29 de julho de 1883 – 29 de março de 1912) foi um dos membros do grupo polar da Expedição Terra Nova, liderada por Robert Falcon Scott (1910–1913), os quais morreram no seu regresso do Pólo Sul.

## Biografia
Bowers nasceu em 29 de julho de 1883 em Greenock, de ascendência escocêsa, e foi criado pela sua mãe depois da morte do pai, em Rangoon, quando ele tinha três anos. Em Janeiro de 1896, a família foi viver para Streatham, a sul de Londres. Enquanto viviam em Streatham, Bowers estudou na Escola Secundária para Rapazes, em Pinfold Road, em 1896-7. O edifício da escola é actualmente (2012) o Computer Centre atrás da Biblioteca de Streatham, na qual existe uma placa, colocada pela The Streatham Society em 29 de Marco de 2012 para comemorar o centenário da sua morte.

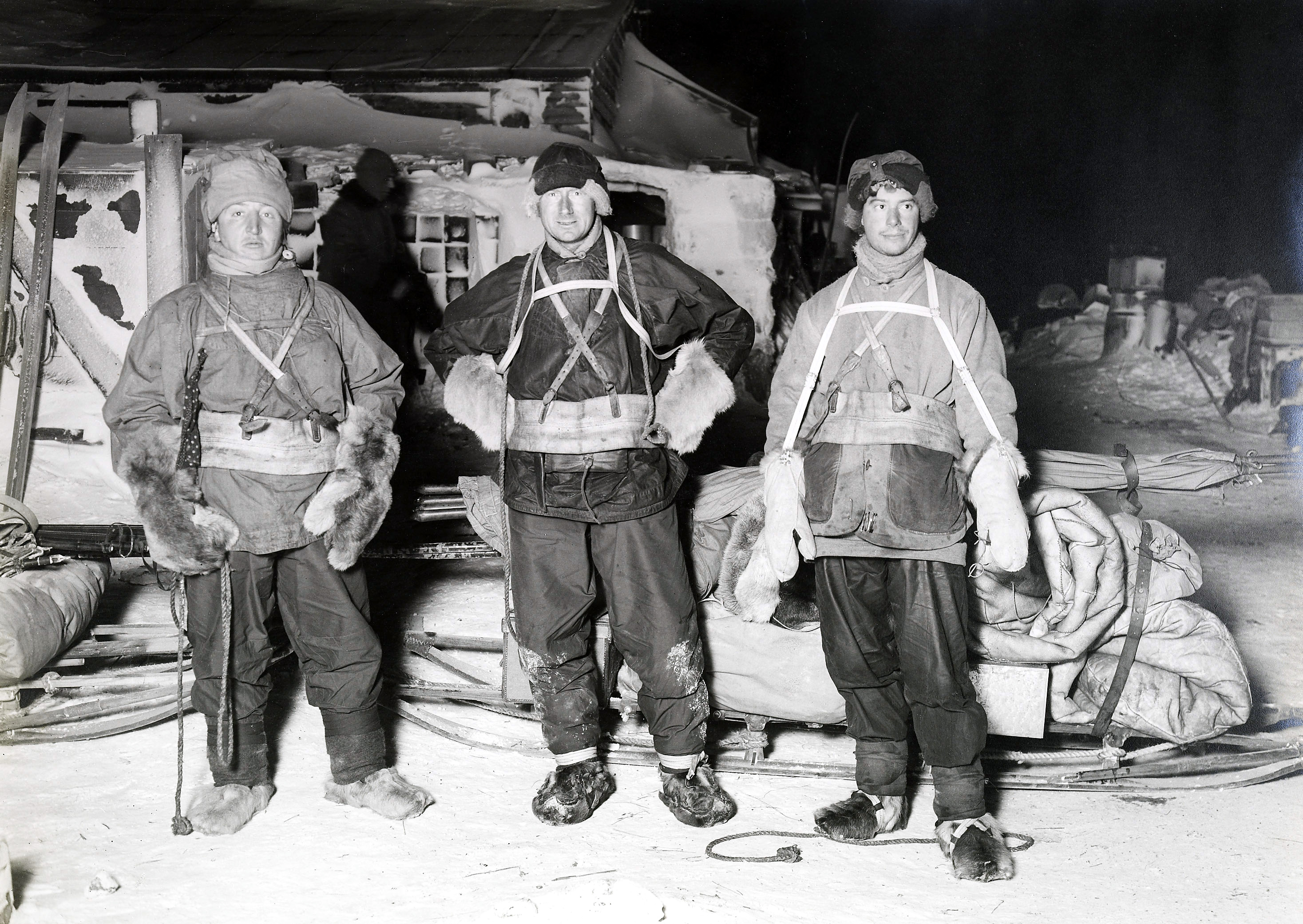
Henry Bowers (à esquerda).

A primeira vez que embarcou foi como cadete da marinha mercante, no HMS Worcester, e deu a volta ao mundo cinco vezes no Loch Torridon. Alistou-se, depois, na Marinha Real Indiana, em 1905, sendo nomeado sub-tenente e serviu no Ceilão e na Birmânia, onde comandou uma lancha no rio Irrawaddy. Mais tarde, serviu no HMS Fox, no Golfo Pérsico.
Bowers junta-se à Expedição Terra Nova, de Robert Falcon Scott, em 1910, depois de ter lido sobre a anterior expedição de Scott, a Expedição Discovery, e a de Ernest Shackleton, Expedição Nimrod. Bowers não tinha experiência em exploração polar, mas foi recomendado a Scott por Sir Clements Markham, ex-Presidente da Royal Geographical Society, e que tinha sido o organizador da expedição Disvovery. Markham conheceu Bowers a bordo do HMS Worcester e ficou tão impressionado com ele que Scott convidou-o para se juntar a sua próxima expedição, sem qualquer entrevista.